# إندي هارتويل
إندي هارتويل هي مصارعة محترفة أسترالية ولدت في 17 أغسطس 1996، تعمل حالياً في دبليو دبليو إي في قسم إن إكس تي.

## روابط خارجية
- إندي هارتويل على موقع دبليو دبليو إي (الإنجليزية)
- إندي هارتويل على موقع WrestlingData.com (الإنجليزية)
- إندي هارتويل على موقع CageMatch worker (الإنجليزية)
- إندي هارتويل على موقع قاعدة بيانات المصارعة على الإنترنت (الإنجليزية)
- إندي هارتويل على موقع عالم المصارعة على الإنترنت (الإنجليزية)